# Északi törpeara
Az északi törpeara (Diopsittaca nobilis), korábban kékhomlokú törpeara, a papagájalakúak (Psittaciformes) rendjébe és a papagájfélék (Psittacidae) családjába sorolt Diopsittaca nem egyik faja.

## Rendszeres
Korábban Ara nobilis néven az Ara nembe sorolták.

## Alfajok
- Diopsittaca nobilis nobilis – Törzsalak
- Diopsittaca nobilis longipennis
- Diopsittaca nobilis cumanensis – Egyes rendszerek faji szinten kezelik, mint déli törpeara (Diopsittaca cumanensis)[3][2]

## Származása, elterjedése
Kelet-Venezuelában, Guyanában és Észak-Brazíliában él, az Amazonastól északra.

## Megjelenése, felépítése
Testének hossza mintegy 30 centiméter, szárnyáé 17 centiméter. Homloka, feje tetejének elülső része kék; fehéren csupasz pofafoltja csak a szem környékére és a kantárra korlátozódik. Szárnyának orma, szegélye és a nagy alsó szárnyfedők vörösek, kézfedőinek külső zászlói kékek, az evezőtollak alsó felülete olajsárga.
A nemek ránézésre nem különböznek.

## Életmódja, élőhelye
Erdőségekben vagy szavannákon él, de kitűnő rejtőszíne miatt jobbára csak rikoltozását követve fedezhető fel. Magvakkal (főleg diófélékkel), rügyekkel, virágokkal és gyümölcsökkel táplálkozik. 10–15 fős csapatokban él.

### Szaporodása

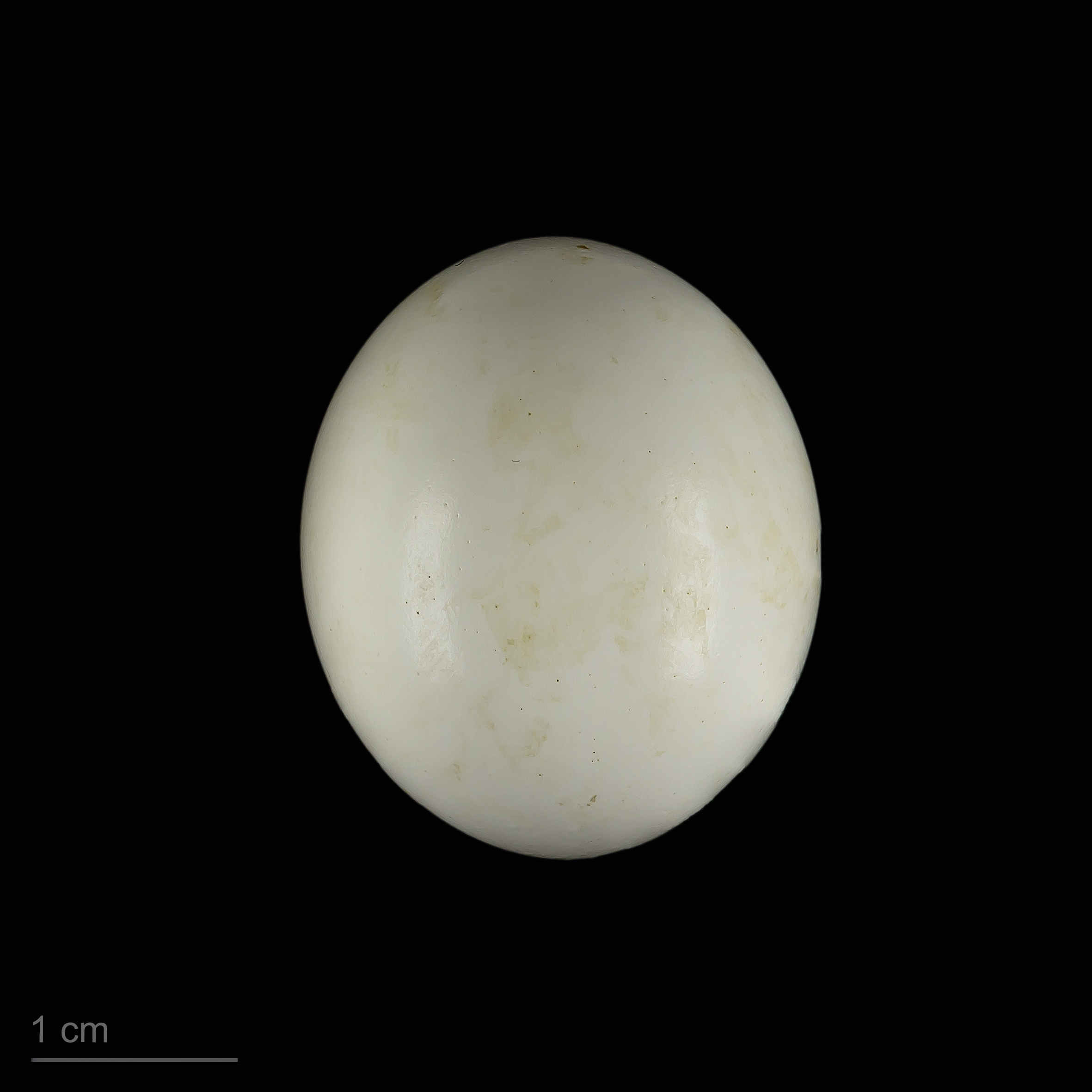
Diopsittaca nobilis

Pálmafák törzsének üregeibe, illetve termeszvárakba fészkel. Tavasszal – kora nyáron költ, egy fészekalja 4-6 tojás. 23 napig kotlik.